# Pedro Guilherme Abreu dos Santos
Pedro Guilherme Abreu dos Santos, noto anche con lo pseudonimo di Pedro (Rio de Janeiro, 20 giugno 1997), è un calciatore brasiliano, attaccante del Flamengo e della nazionale brasiliana.

## Caratteristiche
È un attaccante veloce e forte fisicamente, bravo nel gioco aereo e dotato di un ottimo fiuto del gol.

## Carriera

### Club
Calcisticamente cresciuto nel settore giovanile della Fluminense, esordisce in prima squadra il 20 giugno 2016, nella partita di campionato vinta per 2-1 contro il Flamengo. Nel 2017 inizia a trovare più spazio, realizzando anche sette gol, ma nel 2018 un grave infortunio al legamento crociato del ginocchio destro ne rallenta lo sviluppo.
Il 31 agosto 2019 viene acquistato dagli italiani della Fiorentina. Il 3 novembre fa il suo debutto con la nuova maglia, in occasione del pareggio per 1-1 contro il Parma; trovando poco minutaggio con l'allenatore Vincenzo Montella, il 23 gennaio 2020 viene ceduto in prestito al Flamengo.
Il 9 dicembre 2020 viene riscattato dal Flamengo per circa quindici milioni di euro.

### Nazionale
Esordisce con la nazionale brasiliana il 13 novembre 2020, nell'amichevole vinta per 1-0 contro il Venezuela. Dopo quasi due anni, il 27 settembre 2022, disputa la sua seconda partita con la Seleção, in occasione della vittoria per 5-1 contro la Tunisia, realizzando anche il suo primo gol.

## Statistiche

### Presenze e reti nei club
Statistiche aggiornate al 1° giugno 2025.
| Stagione          | Squadra           | Campionato        | Campionato | Campionato | Coppe nazionali | Coppe nazionali | Coppe nazionali | Coppe continentali | Coppe continentali | Coppe continentali | Altre coppe | Altre coppe | Altre coppe | Totale | Totale |
| Stagione          | Squadra           | Comp              | Pres       | Reti       | Comp            | Pres            | Reti            | Comp               | Pres               | Reti               | Comp        | Pres        | Reti        | Pres   | Reti   |
| ----------------- | ----------------- | ----------------- | ---------- | ---------- | --------------- | --------------- | --------------- | ------------------ | ------------------ | ------------------ | ----------- | ----------- | ----------- | ------ | ------ |
| 2016              | Fluminense        | A/RJ+A            | 0+3        | 0          | CB              | 0               | 0               | CS                 | 0                  | 0                  | PL          | 1           | 0           | 4      | 0      |
| 2017              | Fluminense        | A/RJ+A            | 25         | 18         | CB              | 3               | 1               | CS                 | 5                  | 1                  | PL          | 2           | 1           | 35     | 7      |
| 2018              | Fluminense        | A/RJ+A            | 32         | 37         | CB              | 4               | 0               | CS                 | 4                  | 2                  | -           | -           | -           | 40     | 19     |
| gen.-ago. 2019    | Fluminense        | A/RJ+A            | 15         | 15         | CB              | 2               | 0               | CS                 | 2                  | 0                  | -           | -           | -           | 14     | 5      |
| Totale Fluminense | Totale Fluminense | Totale Fluminense | 23+47      | 9+17       |                 | 9               | 1               |                    | 11                 | 3                  |             | 3           | 1           | 93     | 31     |
| 2019-gen. 2020    | Fiorentina        | A                 | 4          | 0          | CI              | 0               | 0               | -                  | -                  | -                  | -           | -           | -           | 4      | 0      |
| 2020              | Flamengo          | A/RJ+A            | 45         | 18         | CB              | 2               | 2               | CL                 | 5                  | 2                  | SB+RS       | 0+2         | 0+1         | 54     | 23     |
| 2021              | Flamengo          | A/RJ+A            | 32         | 13         | CB              | 4               | 3               | CL                 | 10                 | 2                  | SB          | -           | -           | 46     | 18     |
| 2022              | Flamengo          | A/RJ+A            | 25         | 44         | CB              | 10              | 3               | CL                 | 13                 | 12                 | SB          | 0           | 0           | 59     | 29     |
| 2023              | Flamengo          | A/RJ+A            | 43         | 56         | CB              | 7               | 5               | CL                 | 6                  | 3                  | SB+RS+Cmc   | 1+2+2       | 1+0+4       | 61     | 35     |
| 2024              | Flamengo          | A/RJ+A            | 33         | 56         | CB              | 4               | 3               | CL                 | 6                  | 5                  | -           | -           | -           | 43     | 30     |
| 2025              | Flamengo          | A/RJ+A            | 11         | 11         | CB              | 1               | 1               | CL                 | 5                  | 0                  | SB+Cmc      | 0           | 0           | 14     | 5      |
| Totale Flamengo   | Totale Flamengo   | Totale Flamengo   | 52+145     | 34+59      |                 | 28              | 17              |                    | 45                 | 24                 |             | 7           | 6           | 277    | 140    |
| Totale carriera   | Totale carriera   | Totale carriera   | 271        | 119        |                 | 37              | 18              |                    | 56                 | 27                 |             | 10          | 7           | 374    | 171    |

### Presenze e reti in nazionale
| Cronologia completa delle presenze e delle reti in nazionale ― Brasile | Cronologia completa delle presenze e delle reti in nazionale ― Brasile | Cronologia completa delle presenze e delle reti in nazionale ― Brasile | Cronologia completa delle presenze e delle reti in nazionale ― Brasile | Cronologia completa delle presenze e delle reti in nazionale ― Brasile | Cronologia completa delle presenze e delle reti in nazionale ― Brasile | Cronologia completa delle presenze e delle reti in nazionale ― Brasile | Cronologia completa delle presenze e delle reti in nazionale ― Brasile |
| Data                                                                   | Città                                                                  | In casa                                                                | Risultato                                                              | Ospiti                                                                 | Competizione                                                           | Reti                                                                   | Note                                                                   |
| ---------------------------------------------------------------------- | ---------------------------------------------------------------------- | ---------------------------------------------------------------------- | ---------------------------------------------------------------------- | ---------------------------------------------------------------------- | ---------------------------------------------------------------------- | ---------------------------------------------------------------------- | ---------------------------------------------------------------------- |
| 13-11-2020                                                             | San Paolo                                                              | Brasile                                                                | 1 – 0                                                                  | Venezuela                                                              | Amichevole                                                             | -                                                                      | 76’                                                                    |
| 27-9-2022                                                              | Parigi                                                                 | Brasile                                                                | 5 – 1                                                                  | Tunisia                                                                | Amichevole                                                             | 1                                                                      | 46’                                                                    |
| 2-12-2022                                                              | Lusail                                                                 | Camerun                                                                | 1 – 0                                                                  | Brasile                                                                | Mondiali 2022 - 1º turno                                               | -                                                                      | 64’                                                                    |
| 9-12-2022                                                              | Al Rayyan                                                              | Croazia                                                                | 1 – 1 dts (4 – 2 dtr)                                                  | Brasile                                                                | Mondiali 2022 - Quarti di finale                                       | -                                                                      | 84’                                                                    |
| 17-6-2023                                                              | Cornellà de Llobregat                                                  | Brasile                                                                | 4 – 1                                                                  | Guinea                                                                 | Amichevole                                                             | -                                                                      | 83’                                                                    |
| 20-6-2023                                                              | Lisbona                                                                | Brasile                                                                | 2 – 4                                                                  | Senegal                                                                | Amichevole                                                             | -                                                                      | 57’                                                                    |
| Totale                                                                 |                                                                        | Presenze                                                               | 6                                                                      |                                                                        | Reti                                                                   | 1                                                                      |                                                                        |

## Palmarès

### Club

#### Competizioni statali
- Campionato Carioca: 4

Flamengo: 2020, 2021, 2024, 2025
- Taça Guanabara: 4

Flamengo: 2020, 2021, 2024, 2025

#### Competizioni nazionali
- Primeira Liga (Brasile): 1

Fluminense: 2016
- Campionato brasiliano: 1

Flamengo: 2020
- Supercoppa del Brasile: 3

Flamengo: 2020, 2021, 2025
- Coppa del Brasile: 2

Flamengo: 2022, 2024

#### Competizioni internazionali
- Recopa Sudamericana: 1

Flamengo: 2020
- Coppa Libertadores: 1

Flamengo: 2022

### Individuale
- Capocannoniere della Coppa Libertadores: 1

2022 (12 gol)
- Capocannoniere della Coppa del mondo per club FIFA: 1

2022 (4 gol)
- Capocannoniere della Coppa del Brasile: 1

2023 (5 gol, a pari merito con Alef Manga e Tiquinho Soares)